# Alberto Tardivo
Alberto Tardivo (13 gennaio 1946) è un ex calciatore argentino, di ruolo centrocampista.

## Carriera

### Club
Ha sempre giocato nel campionato argentino vincendolo una volta, nel 1970, con l'Independiente.

### Nazionale
Ha disputato due partite per la Nazionale argentina nel 1968.

## Palmarès

### Trofei nazionali
- Campionato argentino: 1

Independiente: 1970